# Принц Ли первого ранга

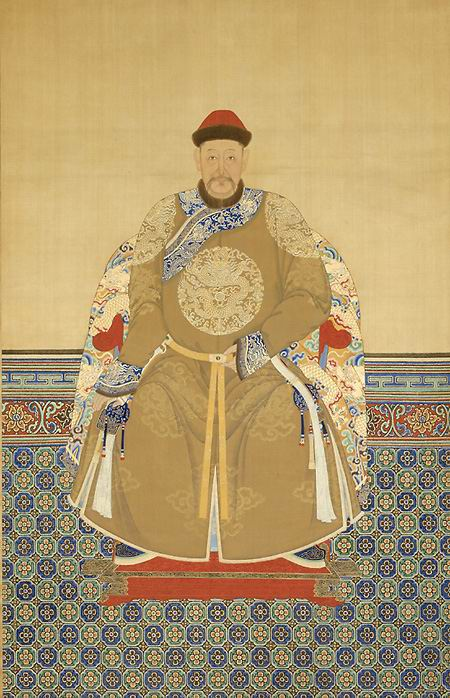
Бэйлэ Дайсань (1583—1648), первый принц Ли

Принц Ли первого ранга (禮), или просто принц Ли — наследственный княжеский титул маньчжурской династии Цин в Китае. Это также был один из 12 княжеских пэров династии Цин с «железной шапкой», что означало, что титул можно было передавать по наследству без понижения.
Первым носителем титула был бэйлэ Дайсань (1583—1648), второй сын Нурхаци (1559—1626), основателя династии Поздняя Цзинь (1616—1636). Он был удостоен этого титула в 1636 году от своего сводного брата Хунтайцзи, который сменил своего отца на престоле Поздняя Цзинь и впоследствии основал династию Цин. Звание пэра было переименовано в принца Сюнь первого ранга (Prince Xun) в 1651 году во время правления императора Шунжи, а в принца Кан первого ранга (Prince Kang) в 1659 году, прежде чем он был снова переименован в принца Ли первого ранга в 1778 году. Звание пэра передавалось на протяжении 12 поколений и принадлежало 15 лицам. Из 15 принцев двое носили титул принца Сюнь, четверо носили титул принца Кан, а остальные девять носили титул принца Ли.
Принцы Ли считались наследственными командирами Красного знамени в системе восьмизнамённой армии Цинской империи.

## Принцы Ли / Принцы Сюнь / Принцы Кан
- Дайсань (1583—1648; 1-й), второй сын Нурхаци, носивший титул принца Ли первого ранга с 1636 по 1648 год, был посмертно удостоен принца Ли первого ранга (禮烈親王)
  - 1-й сын: Йото (1599—1639), принц Кэцинь первого ранга
    - От него произошли остальные принца Кэцинь первого ранга

  - 3-й сын: Шото (碩託; ум. 1643), носил титул бэйлэ с 1626 года. Был понижен до уровня простолюдина в 1643 год.
    - 3-е сыновей: Лака (喇喀), Киланбу (齊蘭布) & Ёсайбу (岳賽布)

  - 3-й сын: Сахалинь (1604—1636), принц Ин первого ранга
    - От него произошли принцы Ин и принцы Шуньчэн

  - 4-й сын: Вакэда (1606—1652), принц Цянь второго ранга
    - От него происходили остальные принцы Цянь второго ранга

  - 5-й сын: Балама (巴喇瑪)
  - 6-й сын: Машан (瑪佔; 1612—1638), носил титул герцога с 1636 по 1638 год. Скончался бездентым.
  - 7-й сын: Мандахай (滿達海; 1622—1652; 2-й), он носил титул герцога с 1641 по 1649 год. Затем он был повышен до титула бейзи с 1644 по 1649 год. Он унаследовал титул принца Ли первого ранга с 1649 по 1652 год, посмертно был удостоен титула принца Сюнь Цзянь первого ранга (巽簡親王). Его посмертное имя изменено на титул бэйлэ.
    - 1 Чанг’адай (常阿岱; 21 ноября 1643 — 29 мая 1665; 3-й), он сменил титул принца Сюнь первого ранга с 1652 по 1659 год. Позже он носил титул бэйлэ с 1659 по 1665 год из-за его посмертное понижение отца в должности. Он был посмертно удостоен звания принц Сюнь Хуайминь первого ранга (巽懷愍親王). Ему наследовал его 6-й сын Синни в качестве бэйцзи.
      - 1-й сын: Суоцзин (索晉)
      - 2-й сын: Силэнту (錫楞圖)
      - 3-й сын: Шисянь (世憲)
      - 4-й сын: Гуанчан (廣昌), носил звание генерала
      - 5-й сын: Сичан (希常)
      - 6-й сын: Синни, сменил своего отца в качестве бэйцзи.

    - 2-й сын: Ленгсайи (楞塞宜)

  - 8-й сын: Хусэ (祜塞; 1628—1646), носил титул герцога с 1645 по 1646 год, посмертно удостоен звания принца Кан Хуйшунь первого ранга (康 惠 順 親 王) в 1653 году после того, как Гиесу носил титул «принца Кан второго ранга». Его 2-й сын, Цзинги, сменил его на посту герцога.
    - 1-й сын: Алин (阿林)
    - 2-й сын: Цзинги (精濟; 14 января 1645 — 22 июня 1649), он сменил своего отца на посту герцога с 1646 года и стал принцем второго ранга под титулом принца Кан второго ранга. Он был посмертно удостоен звания принца Кан Хуайминь второго ранга (康懷愍郡王).
    - 3-й сын: Гиесу (20 января 1645 — 1 апреля 1697; 4-й), он первоначально сменил своего брата Цзинги под титулом принца Кана второго ранга с 1649 по 1659 год. Он занимал титул принца Ли с 1659 по 1697 год. Посмертно получил звание принц Кан Лян первого ранга (康良親王).
      - 1-й сын Нитаха (尼塔哈), бывший генерал третьего класса.
      - 2-й сын: Яньтай (燕泰)
      - 3-й сын: Жаэрту (扎爾圖), носил титул генерала третьего класса
      - 4-й сын: Баэрту (巴爾圖; умер в 1753; 7-й), первоначально носил титул генерала третьего класса в 1693 году. Он унаследовал титул принца Кана первого ранга с 1734 по 1753 год, посмертно удостоен звания принц Кан Цзянь первого ранга (康簡親王)
        - 1-й сын: Мочжан (謨章), носил титул генерала
        - 2-й сын: Мокун (謨存), офицер шестого ранга
        - 3-й сын: Мочень (謨成)
        - 4-й сын: Мобэн (謨本), носил титул генерала
        - 5-й, 6-й & 7-й сыновья: Мохонь (謨宏), Мовен (謨文) & Мошень (謨聲)
        - 8-й сын: Моюн (謨雲), носил титул генерала-защитника третьего класса.
        - 9-й, 10-й, 11-й & 12-й сыновья: Мошоу (謨壽), Мою (謨裕), Мояо (謨耀) & Мотай (謨泰)
        - 13-й сын: Могонь (謨恭)
        - 14-й сын: Моцзин (謨經)
        - 15-й сын: Модиан (謨典), генерал второго класса
        - 16-й сын: Моруй (謨瑞)
        - 17-й сын: Могуан (謨廣), носил титул генерала первого класса
        - 18-й & 19-й сыновья: Мошун (謨順) & Моцзян (謨建)
        - 20-й сын: Моксиан (謨顯), носил титул генерала второго класса.
        - 21-й & 22-й сыновья: Моксун (謨勳) & Молинь (謨靈)
        - 23-й сын: Молян (謨亮), носил титул генерала третьего класса.
        - 24-й сын: Мохао (謨浩)

      - 5-й сын: Чунтай (椿泰; 5 сентября 1683 — 20 июня 1709; 5-й), носил титул принца Кан первого ранга с 1697 по 1709 год, посмертно удостоен звания принц Кан Дао первого ранга (康悼親王)
        - Чунъань (崇安; умер в 1733; 6-й), сменил титул принца Кан первого ранга с 1709 по 1733 год, посмертно удостоен звания принца принц Кансю первого ранга (康修親王)
          - 1-й сын: Куйфу (魁福)
          - 2-й сын: Юнъэнь (永恩; 12 сентября 1727 — 10 апреля 1805; 8-й), он носил титул бэйлэ с 1734 по 1753 год, когда его дядя Баэрту унаследовал титул принца Кан первого ранга. Он сменил звание пэра под титулом принца Ли первого ранга с 1753 по 1805 год, посмертно удостоен звания принц Ли Гон первого ранга (禮恭親王)
            - Чжаолянь (昭槤; 26 марта 1776 — 14 января 1833; 9-й), носил титул принца Ли первого ранга с 1805 по 1816 год, его титул был лишен в 1816 году и помещен под домашний арест на 3 года.
              - Шируй (錫濬)

          - 3-й сын: Юнхуэй (永㥣; 5 февраля 1729 — 28 марта 1799;), носил титул генерала-защитника с 1749 года, посмертно удостоен звания принца Ли первого ранга в 1817 году после того, как его сын унаследовал звание пэра.
            - 1-й сын: Линьчжи (麟趾; 1756—1821 10th), сын Юнхуэя, унаследовал титул принца Ли первого ранга с 1817 по 1821 год, посмертно удостоен звания принц Лиань первого ранга (禮安親王)
              -  Сичунь (錫春; 1776—1817), посмертно удостоенный звания принца Ли первого ранга после того, как его сын Цюаньлин унаследовал титул пэра.
                - 1-й сын: Цюаньлин (全齡; 15 декабря 1816 — 9 мая 1850; 11-й), Он носил титул генерала с 1820 года. Он занимал титул принца Ли первого ранга с 1821 по 1850 год. Он служил знаменосцем Красного знамени в 1839 году. Он был посмертно удостоен звания 'принц Ли Хэ первого ранга (禮和親王)
                  - 1-й & 2-й сыновья: Юкун (裕昆) & Шизэ (世澤)
                  - 3-й сын: Сидуо (世鐸; 27 июля 1843 — 8 января 1914; 12-й), носил титул принца Ли первого ранга с 1850 по 1914 год, посмертно удостоен звания принц Ли Кэ первого ранга (禮恪親王)
                    - Чэнхоу (誠厚; 1864—1917; 13-й), носил титул принца Ли первого ранга с 1914 по 1917 год, посмертно удостоен звания принца Ли Дун первого ранга (禮敦親王)

                  - 4-й сын: Шихуа (世華)

                - 2-й сын: Цюаньчан (全昌; 1818—1871), императорский телохранитель третьего класса.
                  - Юдин (裕定; 1838—1891)
                    - Чэнкун (誠堃; 1886—1929; 14-й), усыновленный сыном Сидуо, унаследовал титул принца Ли первого ранга с 1917 по 1929 год.
                      - Цзюньмин (濬銘; 1918—1951; 15-й), приемный сын Чэнхоу, унаследовал титул принца Ли первого ранга с 1929 по 1945 год.

                - 3-й сын: Цюаньчэн (全成)

            - 2-й, 3-й & 4-й сыновья: Маосун (茂恂), Маоцзи (茂績) & Маочжэн (茂政)